# Mark Workman
Marcus Cecil Workman, detto Mark (Logan, 10 marzo 1930 – Bradenton, 21 dicembre 1983), è stato un cestista statunitense, professionista nella NBA.

## Carriera
Venne selezionato dai Milwaukee Hawks al primo giro del Draft NBA 1952 (1ª scelta assoluta).

## Statistiche

### Presenze e punti nei club
Statistiche aggiornate al 30 giugno 1954
| Stagione        | Squadra               | Competizione    | Partite | Partite | Partite | Statistiche tiro | Statistiche tiro | Statistiche tiro | Altre statistiche | Altre statistiche | Altre statistiche | Altre statistiche | Altre statistiche |
| Stagione        | Squadra               | Competizione    | Pres.   | Titol.  | Minuti  | Tiri da 2        | Tiri da 3        | Liberi           | Rimb.             | Assist            | Rubate            | Stopp.            | Punti             |
| --------------- | --------------------- | --------------- | ------- | ------- | ------- | ---------------- | ---------------- | ---------------- | ----------------- | ----------------- | ----------------- | ----------------- | ----------------- |
| 1952-1953       | Philadelphia Warriors | NBA             | 65      |         | 1.030   | 130/408          |                  | 70/113           | 193               | 37                |                   |                   | 330               |
| 1953-1954       | Baltimore Bullets     | NBA             | 14      |         | 151     | 25/60            |                  | 6/10             | 37                | 7                 |                   |                   | 56                |
| Totale carriera | Totale carriera       | Totale carriera | 79      |         | 1.181   | 155/468          |                  | 76/123           | 230               | 44                |                   |                   | 386               |

## Palmarès
- NCAA AP All-America First Team (1952)
- NCAA AP All-America Third Team (1951)